# 华建敏
华建敏（1940年1月—），汉族，江苏无锡人，中国共产党、中华人民共和国政治人物，原副国级领导人。清华大学动力系燃气轮机专业毕业，1961年加入中国共产党，曾是中共第十六、十七屆中央委員。曾任第十一届全国人大常委会副委员长、国务委员兼国务院秘书长、国家行政学院院长等职。

## 简历
曾就读于无锡市第一中学的华建敏，1963年大学毕业；在被分配到“上海汽轮机厂”工作后，一直在科研单位工作。曾先后出任“上海汽轮机厂”研究所副所长，上海发电设备成套设计研究所副所长等职。1982年间，华建敏还曾被派赴美国威斯汀豪斯公司，参加为期三个月的汽轮机技术培训。
作为后备干部，在中共中央党校培训部培训班学习两年后，华建敏于1986年调中共中央办公厅工作。一年后，回到上海，出任“上海申能电力开发公司”总经理。
1991年，华建敏正式进入政府部门工作，出任上海市计委副主任，并继续兼任申能公司总经理；1993年晋升为上海市计委主任，上海市综合经济工作委员会副书记；1994年进入中共上海市委市委常委，并出任上海市副市长。1996年，华建敏被调往中央，出任中央财经领导小组办公室副主任；1998年晋升主任。
2003年3月17日，中华人民共和国主席胡锦涛发布第二号中华人民共和国主席令，根据中华人民共和国第十届全国人民代表大会第一次会议的决定，华建敏被任命为国务委员，兼国务院秘书长。之后他还担任国家行政学院院长，中央国家机关工委书记。五年任期结束后，在第十一届全国人大一次会议上，当选为全国人大常委会副委员长。2009年10月28日，在中国红十字会第九次全国会员代表大会第二次全体会议上，当选中国红十字会会长。

## 家庭
- 女儿：华一沨，上海市国资委原副主任，现任上海天赪投资管理有限公司投资决策委员会主席。[2]